# Pelastoneurus bilamellatus
Pelastoneurus bilamellatus är en tvåvingeart som beskrevs av Van Duzee 1931. Pelastoneurus bilamellatus ingår i släktet Pelastoneurus och familjen styltflugor.
Artens utbredningsområde är Panama. Inga underarter finns listade i Catalogue of Life.